# Laurentius Scholtz
Laurentius Scholtz także Wawrzyniec Scholz oraz Lorenz Scholz von Rosenau (ur. 20 września 1552 we Wrocławiu, zm. 22 kwietnia 1599 tamże) – niemiecki szlachcic, botanik i lekarz; pisał po łacinie.

## Życie
Był synem wrocławskiego aptekarza. Ukończył klasyczne gimnazjum św. Elżbiety we Wrocławiu a następnie studiował w latach 1572–1578 na uniwersytecie w Wittenberdze, Padwie oraz Bolonii medycynę oraz nauki przyrodnicze. W Bolonii mógł korzystać z pomocy naukowych jakie oferował tamtejszy ogród botaniczny. 
W 1579 r. wraz z kolegami z Wrocławia Mikołajem Rehdigerem (1551–1616), Mateuszem Wackenfelsem oraz Martinem Schillingiem odbyli wspólną podróż po Włoszech. Następnie już bez Schilinga podróżowali po Francji. Tam w Valence Scholtz otrzymał doktorat z medycyny i filozofii. 
W 1580 r. Scholtz wrócił do Wrocławia. Wkrótce ożenił się z córką wrocławskiego pastora Sarą Aurifaber. Praktykę lekarską odbywał w Świebodzinie oraz w Kożuchowie, od 1585 r. we Wrocławiu. Szczególnie dużo uwagi poświęcił badaniu morowej zarazy, która wybuchła we Wrocławiu i okolicach w 1581 roku Scholtz opracował zarządzenie przeciw zarazie obowiązujące we Wrocławiu. Za skuteczną walkę z zarazą, w czym posiłkował się ustaleniami Crato, cesarski palatyn nadał mu w 1596 r. tytuł Scholz von Rosenau, czeskie szlachectwo oraz herb. Laurentius Scholtz zmarł na gruźlicę w 1599 r.
Laurentius Scholtz wsławił się tłumaczeniami starożytnych, w mniejszym stopniu współczesnych greckich i arabskich dzieł medycznych. W efekcie wydał w 1589 r. Aphorismorum medicinalium cum theoreticorum tum practicorum sectiones VIII – ówczesne kompendium wiedzy lekarskiej.
Jako botanik interesował się zwłaszcza właściwościami roślin egzotycznych, obficie sprowadzanych z Ameryk i Azji do własnego ogrodu botanicznego we Wrocławiu (obecnie na jego miejscu wznosi się m.in. Pałac Oppersdorfów). Udostępnione mu rośliny pokazywał również malarzowi Georgowi Freybergerowi. Przy jego współpracy Scholtz przygotował ilustrowane katalogi roślin egzotycznych wydane w 1587 oraz 1594 r. we Wrocławiu. W tym czasie ogród liczył 3 ha powierzchni i zajmował 4 kwatery oddzielone od siebie drogami dojazdowymi. Wśród eksponowanych roślin znajdowały się między innymi okazy ziemniaka. Na środku ogrodu znajdował się budynek jadalno-gościnny w którym przyjmowano zaproszone osobistości.

## Dzieła
- Aphorismorum medicinalium. Scharffenberg, Breslau 1589.
- Catalogus arborum, fruticum et plantarum. Breslau 1594.
- In Laurentii Scholzii Medici Wratisl. Hortum Epigrammata Amicorum. Baumann, Breslau 1594-98.
- Consiliorum medicinalium, conscriptorum à praestantiss. atque exercitatiss. nostrorum temporum medicis. Wechelus, Marnius & Aubrius, Frankfurt, Hannover 1598-1626 p.m.
- Epistolarum Philosophicarum Medicinalium, Ac Chymicarum à Summis nostrae Aetatis Philosophis ac Medicis Exaratarum, Volumen. Wechelus, Marnius & Aubrius, Frankfurt 1598-1610 p.m.